# Ясенево (Ростовская область)
Ясенево — посёлок в Сальском районе Ростовской области России.
Входит в Гигантовское сельское поселение.

## География
Посёлок расположен на берегу ручья, в дальнейшем впадающем в Юлу.
Через него проходит автодорога Гигант — Кузнецовский.

### Улицы
- ул. Горького,
- ул. Молодёжная,
- ул. Северная,
- ул. Центральная,
- ул. Шолохова,
- пер. Ярового.

## Население
| 2010 |
| ---- |
| 298  |